# Semitogea deutera
Semitogea deutera là một loài tò vò trong họ Ichneumonidae.